# Abdelfattah El Alaoui
Abdelfattah El Alaoui Mehamdi (ur. w 1958 w Casablance) – marokański piłkarz występujący na pozycji pomocnika.
Jako zawodnik Wydadu Casablanca zdobył mistrzostwo Maroka (1986) oraz dwa Puchary Maroka (1979, 1981). W rozgrywkach krajowego pucharu triumfował również z Kawkabem Marrakesz w 1987. Poza Marokiem występował w Szwajcarii, gdzie w latach 1983–1985 bronił barw klubu FC Fribourg, z którym w sezonie 1983/1984 spadł z drugiej ligi do trzeciej.
W reprezentacji Maroka wystąpił jeden raz, 7 kwietnia 1985 w wygranym 2:0 meczu el. do MŚ 1986 z Malawi.